# Guayabero
Le guayabero est une langue guahibane parlée en Colombie dans l'Est des Llanos, le long des rivières Meta et Guaviare par 1 237 personnes.

## Écriture
| A | B | Ch | D | E | F | I | ’ | J | K | L | M | N | O | P | R | S | T | Th | U | Ʉ | W | X | Y |
| a | b | ch | d | e | f | i | ’ | j | k | l | m | n | o | p | r | s | t | th | u | ʉ | w | x | y |

## Phonologie

### Voyelles
|         | Antérieure | Centrale | Postérieure |
| ------- | ---------- | -------- | ----------- |
| Fermée  | i [i]      | ʉ [ɨ]    | u [u]       |
| Moyenne | e [e]      |          | o [o]       |
| Ouverte |            | a [a]    |             |

### Consonnes
|               |               | Bilabiale | Dentale | Latérale | Palatale | Vélaire | Glottale |
| ------------- | ------------- | --------- | ------- | -------- | -------- | ------- | -------- |
| Occlusives    | Sourdes       | p [p]     | t [t]   |          |          | k [k]   | ’ [ʔ]    |
| Occlusives    | Sonores       | b [b]     | d [d]   |          |          |         |          |
| Fricatives    | Sourdes       | f [ɸ]     | s [s]   |          |          | j [x]   | x [h]    |
| Fricatives    | Sonores       | v [β]     |         |          |          |         |          |
| Affriquées    | Affriquées    |           |         |          | ch [t͡ʃ]  |         |          |
| Nasales       | Nasales       | m [m]     | n [n]   |          |          |         |          |
| Liquides      | Liquides      |           | r [r]   | l [l]    |          |         |          |
| Semi-voyelles | Semi-voyelles |           |         |          | y [j]    |         |          |

## Typologie
Le guayabero est une langue SVO.